# Crise du système monétaire européen en 1993
La crise du système monétaire européen de l'été 1993 est une crise économique qui a eu lieu sur les marchés financiers et plus particulièrement le marché des changes, dans le sillage de la crise du système monétaire européen de 1992. Elle a eu comme effet l'élargissement de la bande de fluctuation des monnaies du SME, qui est passé de 2,25 % à 15 %, modifiant totalement le SME. 
Cette crise a contribué à la célébrité du financier George Soros, qui dirigeait un important fonds spéculatif et a ouvertement déclaré dans les médias qu'il spéculait sur les monnaies, en particulier contre le franc français, lors d'une interview par la chaîne de télévision TF1.

## Contexte
La hausse brutale des dépenses publiques causée par la réunification allemande a généré de l'inflation dans le pays. Pour la juguler, la Banque fédérale d'Allemagne relève fortement ses taux directeurs, ce qui a pour inconvénient de pénaliser la croissance des dépenses et investissements et les capitaux des investisseurs européens sortent des pays où ils étaient placés afin d'être placés en Allemagne, où la rémunération est devenue plus élevée, au détriment des monnaies des autres pays, qui pour les défendre se sont mis à relever leurs taux directeurs encore plus haut que l'Allemagne, déprimant leurs propres économies, qui ne connaissaient pourtant pas l'inflation comme en Allemagne.
La crise du système monétaire européen de 1992 avait vu le Royaume-Uni, contraint, par la pression du marché, à retirer la livre sterling du système monétaire européen (SME), l'Italie effectuant la même chose le lendemain après avoir été attaquée au même moment, tandis que les monnaies de trois pays membres du SME, l'Espagne, l'Irlande et le Portugal, ont été fortement dévaluées le même jour, de même que les monnaies scandinaves au même moment.
Cette crise de 1992 et ses résultats jugés « étonnants » par les économistes, mais aussi le fait que le décrochage de la lire mette fin anticipations de dévaluation, a eu une influence sur le déclenchement de la crise de 1993.
Après les niveaux records du second semestre 1992, le taux d'escompte italien a été réduit sept fois, passant de 12 % à 8,5 % entre janvier et septembre 1993. Le décrochage de la lire, en mettant fin aux anticipations de dévaluation, ce qui a permis une réduction du différentiel de taux d'intérêt avec l'Allemagne. Les taux courts comme les taux longs ont chuté de plus de trois points par rapport à leur niveau d'avant la crise du SME, atteignant, en novembre 1993, 8 % pour les taux longs et 7,5 % pour les taux courts, soit un différentiel avec l'Allemagne revenu à respectivement 1 et 2 points.

## Déroulement

### Prémices en janvier 1993
Les attaques spéculatives contre le franc reprennent dès janvier 1993, peu après qu'Helmut Schlesinger ait évoqué fin 1992 une diminution de l'inflation en Allemagne en 1993, réveillant des espoirs ensuite rapidement déçus de baisse des taux en Allemagne mais s'intensifient surtout à l'été 1993. Entre temps, en janvier 1993, l’Irlande consentit à dévaluer sa livre de 10 % puis en mai la peseta et de l’escudo sont de nouveau dévalués, de 8 % et 6,5 % respectivement, soit quatre nouveaux réalignements depuis septembre 1992, en neuf mois seulement.

### Mai 1993, nouveau gouvernement d'Édouard Balladur
À partir de mai 1993, le nouveau gouvernement d'Édouard Balladur refuse d'augmenter ses taux d'intérêt et réclame plutôt, dans l'esprit de l'interview Helmut Schlesinger en septembre 1992, que l'Allemagne fasse « flotter sa monnaie temporairement », ce qui se heurte à un veto des Pays-Bas et de la Belgique, aux monnaie très liées au mark.

### Discours du 16 juin de Philippe Séguin
Dans un discours du 16 juin 1993, Philippe Séguin, président de l'Assemblée nationale appelle à faire de l'emploi l'objectif prioritaire de l'action du gouvernement, en dénonçant « la surévaluation absurde des monnaies européennes tirées vers le haut par la réunification allemande » et en se réjouissant d'une « convergence de plus en plus forte » en faveur d'un « très important réalignement des parités monétaires. » Un appel qui « devrait gagner en puissance au fil des mois qui viennent », en raison de « la récession qui se prolonge » et du « chômage qui s'aggrave », renforçant « la tentation de rompre avec la politique Bérégodur pratiquée de façon ininterrompue depuis mars 1983 », commente François Lenglet dans L'Express, en observant que le Premier ministre Édouard Balladur devra bien « changer de politique », car il n'a pas le soutien réel d'un groupe parlementaire RPR de « plus en plus partagé. » Philippe Séguin estime que les Français sont victimes des chimères monétaristes de gouvernants qui auraient sacrifié l'emploi à la politique du franc fort et au libre-échange mondial et fait le pronostic de 5 millions de chômeurs si rien ne change.

### Attaques contre le franc de juillet
Les attaques contre le franc qui démarrent début juillet sont « une dizaine de jours » après jugées comme une spéculation « tout à fait atypique » par la presse car « la sortie du franc » du SME serait un pari « contre toute logique », voire une « tempête dans une tasse de thé », en raison de « l'engagement solennel d'Édouard Balladur de défendre le franc » via un entretien au Figaro, mais Le Monde du 18 juillet juge cependant « très curieux et très significatif » que les étrangers décident d'« acheter massivement des emprunts d'État français dans l'espoir d'une baisse prochaine des taux » d'intérêt. Ces spéculations s'expliqueront, avec le recul, « non pas, comme à l'accoutumée, par une dégradation des fondamentaux traditionnels (inflation, déficit public, solde extérieur), mais par des interrogations sur la soutenabilité » de la politique française face à la forte dégradation de la situation de l'emploi.
Une semaine après, la presse annonce une « troisième bataille du franc », avec des autorités monétaires françaises et allemandes ressortant l'arsenal défensif des crises de septembre 1992 et janvier 1993, censé gagner une troisième fois, en particulier la montée des taux d'intérêt à court terme dans « une fourchette de 12% à 15% » face à une spéculation « généralisée à l'ensemble des devises du SME », à part  la lire et la livre qui se sont au contraire légèrement raffermies. Le quotidien Les Échos du 26 juillet observe cependant que « les grandes manœuvres » des banques centrales « ont toutes les chances d'encourager un renforcement des pressions » spéculatives » et le ministre de l'Économie Edmond Alphandéry déclare au Monde, que la spéculation serait « jugulée sans toucher aux autres taux directeurs. »
Cette crise du système monétaire européen de l'été 1993, voit le cours de l'or s'envoler en raison de son statut de valeur refuge, et il ne connaîtra pas une telle hausse avant 2003.
« Je ne spécule pas contre le franc », car « je ne veux pas être accusé de détruire le système monétaire européen », déclare dans un premier temps George Soros dans une interview au Figaro, où il préconise une dévaluation de « seulement 3,6 % » du franc pour sortir la France de son couplage avec la Bundesbank, alors qu'Édouard Balladur a basé sa politique économique sur un franc fort. George Soros déclare ensuite plus tard sur TF1 le 31 juillet 1993 : « le franc est tombé. Si votre gouvernement ne le comprend pas, les marchés vont le forcer à le faire. »

### Décision du 2 août 1993: les marges de fluctuation passent de 2,25% à 15%
Le système est « assoupli le 2 août 1993 » avec des marges de fluctuations plus qu'élargies, passant de ± 2,25 % à ± 15 % pour les monnaies des États « les plus en difficulté », soit leur multiplication par plus que six, afin de « faciliter temporairement le recouvrement de l’équilibre », décision inattendue qui est apparue comme la fin du SME ou sa mise en parenthèse. Ce choix « ressemble beaucoup à une suspension, même provisoire, du système », observe Le Monde du 3 août 1993, en observant eux qui à droite s'étaient « prononcés pour une sortie du franc du SME seraient apparus », en cas d'échec c'est-à-dire de dévaluation du franc, « comme les grands triomphateurs »[Quoi ?]. L'attaque contre le franc des spéculateurs comme George Soros semble alors déjouée et ils auraient perdu cette fois de l'argent car il n'y a pas de dévaluation formelle.

## Réactions politiques immédiates
Les réactions politiques immédiates sont souvent très divergentes. Le président de la République François Mitterrand n'a pas commenté la décision, son Premier ministre Édouard Balladur ayant déclaré en conférence de presse s'être entretenu avec lui par téléphone « quatre ou cinq fois » dans la journée.
Jean-Pierre Chevènement, le PCF, Jean-Marie Le Pen et Philippe de Villiers dénoncent un échec entraîné par la « logique » de Maastricht, traité qu'ils avaient tous les quatre appelé à ne pas ratifier. Au Parti socialiste, le porte-parole Jean Glavany rappelle « son attachement à la stabilité monétaire mise en place avec succès de 1983 à 1993 » et Élisabeth Guigou, qui avait joué un rôle important lors du maintien dans le SME dix ans plus tôt, s'inquiète que l'on perde « le cap de la monnaie unique ».
D'ex-dirigeants politiques initiateurs du SME en 1979, comme Valéry Giscard d'Estaing et son partenaire allemand de l'époque Helmut Schmidt, dans un communiqué commun, souhaitent que l'on rétablisse « le plus rapidement possible « son » fonctionnement normal », appuyés par l'ex-premier ministre Raymond Barre, qui déplore un « coup d'arrêt brutal » donné au projet d'Union européenne.
Au RPR au contraire, on se réjouit que le compromis de Bruxelles permette une « nouvelle baisse des taux d'intérêt » et Jacques Chirac que la France s'apprête à « retrouver, dans la gestion de son économie, les libertés dont elle a besoin afin de lutter pour l'emploi », qui sera le thème de sa campagne lors de l'élection présidentielle de 1995.
Pus d'un an et demi après, en avril 1995, au plus fort de la campagne, il prend violemment à partie le gouverneur de la Banque de France Jean-Claude Trichet, le présentant comme le symbole de cette "pensée unique" qu'il pourfend. Une fois élu, il mène, de l'Élysée, « au moins jusqu'au début de l'hiver 1995-1996 », une "véritable guérilla contre lui", lui reprochant de donner la priorité non pas à la croissance mais à l'arrimage du franc au mark.

## Indépendance structurelle et légale de la Banque de France
Peu après la crise, l'indépendance structurelle et légale de la Banque de France est votée par l'Assemblée nationale fin 1993 et entrée dans les faits en janvier 1994, mais cette décision jugée importante pour les investisseurs « n'a pas effacé leurs doutes », car les marchés ont une mémoire « longue », même si le président François Mitterrand avait souhaité cette réforme inspirée du modèle allemand et à plusieurs reprises défendu les mérites de la politique du franc fort « comme axe de la politique européenne de la France », en ayant obtenu à gauche une quasi-unanimité sur la politique monétaire, et ce dès 1983, aucun gouvernement socialiste n'ayant plus dévalué ensuite. Cette politique est voulue et appuyée par une nouvelle génération de fonctionnaires, dont le directeur du Trésor Jean-Claude Trichet devenu gouverneur de la Banque de France lors de l'indépendance de cette dernière en 1994.
L'indépendance de la banque centrale avait constitué cependant une ligne de fracture au sein du RPR, où les électeurs de droite n'avaient pas massivement ratifié le traité de Maastricht en septembre 1992 et où Philippe Séguin juge cette indépendance réellement inacceptable alors que d'autres comptent au contraire sur cette mesure symbolique pour rétablir la confiance du marché des changes. Avant les législatives de 1993, les déclarations multiples de Philippe Séguin, Charles Pasqua et Alain Madelin avaient fait face à la détermination des partisans du franc fort.

## Conséquences pour le franc

### Le franc est resté surévalué au cours du reste des années 1990
Si la force réelle du franc était débattue en 1993, il est « resté surévalué » au cours du reste des années 1990, jusqu'à son entrée dans l'euro en 1999, profitant d'une « inflation domestique quasi vaincue ». Les autorités françaises ont, « plus par orgueil que par froide analyse », refusé de corriger cet excès lors de la crise du SME de 1993, à la différence de l’Italie qui « n'a pas hésité à le faire ».
Alors qu'il est impossible de tirer de la fixation de son prix d'équilibre une conclusion sur la valeur réelle d'une monnaie, la théorie économique de la parité de pouvoir d'achat est contestée par celle du taux de change d'équilibre, s'intéressant à la valeur réelle sur le long terme, développée par John Williamson en 1983, puis par le Fonds monétaire international à partir de 1984.
Mais leur concept de zone-cible s'efface devant une préférence pour la création de l'euro dès l'année suivant la crise de 1993, quand les marchés ont « mal réagi » au retrait de Jacques Delors de l'élection présidentielle française, couplé à des petites phrases de son rival Jacques Chirac au même moment, « car ils jouent de plus en plus l'Europe au niveau de la monnaie», selon Jacques Léonard, directeur de recherche à ING Bourse, pour qui « la crise du SME de 1993 aura été la dernière crise de crédibilité avant l'unification monétaire européenne ».

### Réflexions à long terme sur la politique et le système monétaire
Comme la crise de septembre 1992 qui l'a précédée d'un an et a fragilisé « les certitudes indûment acquises », pour rappeler « la faiblesse intrinsèque d'un système comme le SME dès lors que les capitaux sont très mobiles » et spéculatifs, la crise de 1993 a été analysée comme celle d'un « excès de crédibilité » du SME, qui « a fini par prendre l'allure d'une sorte de bulle spéculative. »
Selon la Communauté européenne, les quatre premières années du SME sont "une période d'apprentissage" marquée par des divergences économiques entre pays "encore relativement importantes"  (inflation, balances des paiements et déficits budgétaires) ou même "de grands écarts" côté inflation. Si cette conception de SME fut en 1979 "essentiellement politique", dans sa volonté  d'"ancrer" des monnaies par leur entrée "définitive", celles de la France et l'Italie, à défaut de la Grande-Bretagne, avec des parités " fixes mais ajustables" par des dévaluations, pensées comme des "soupapes" de sécurité, ou des " fusibles " en cas de tensions trop fortes, "le non-respect de ce principe" a comme conséquences à toutes les époques "une crise majeure", analyse le 3 août 1993 le quotidien Le Monde au lendemain de la Crise du SME en 1993. La stabilité future du SME avait été mise en doute dès juillet 1982, dans un article de Euromoney, magazine apprécié du monde de la spéculation, en la jugeant "menacée par l’absence de convergence économique et monétaire des États membres".
Cinq ans après cette crise imprévue, dans La gauche face à la mondialisation, Philippe Frémeaux, rédacteur en chef du mensuel de gauche Alternatives économiques, se demande si les taux d'intérêt à long terme seraient montés en France en cas de sortie du SME.